# Dittostigma
Genre
Dittostigma est un genre de plantes de la famille des Solanaceae.